# 烏帽子山公園

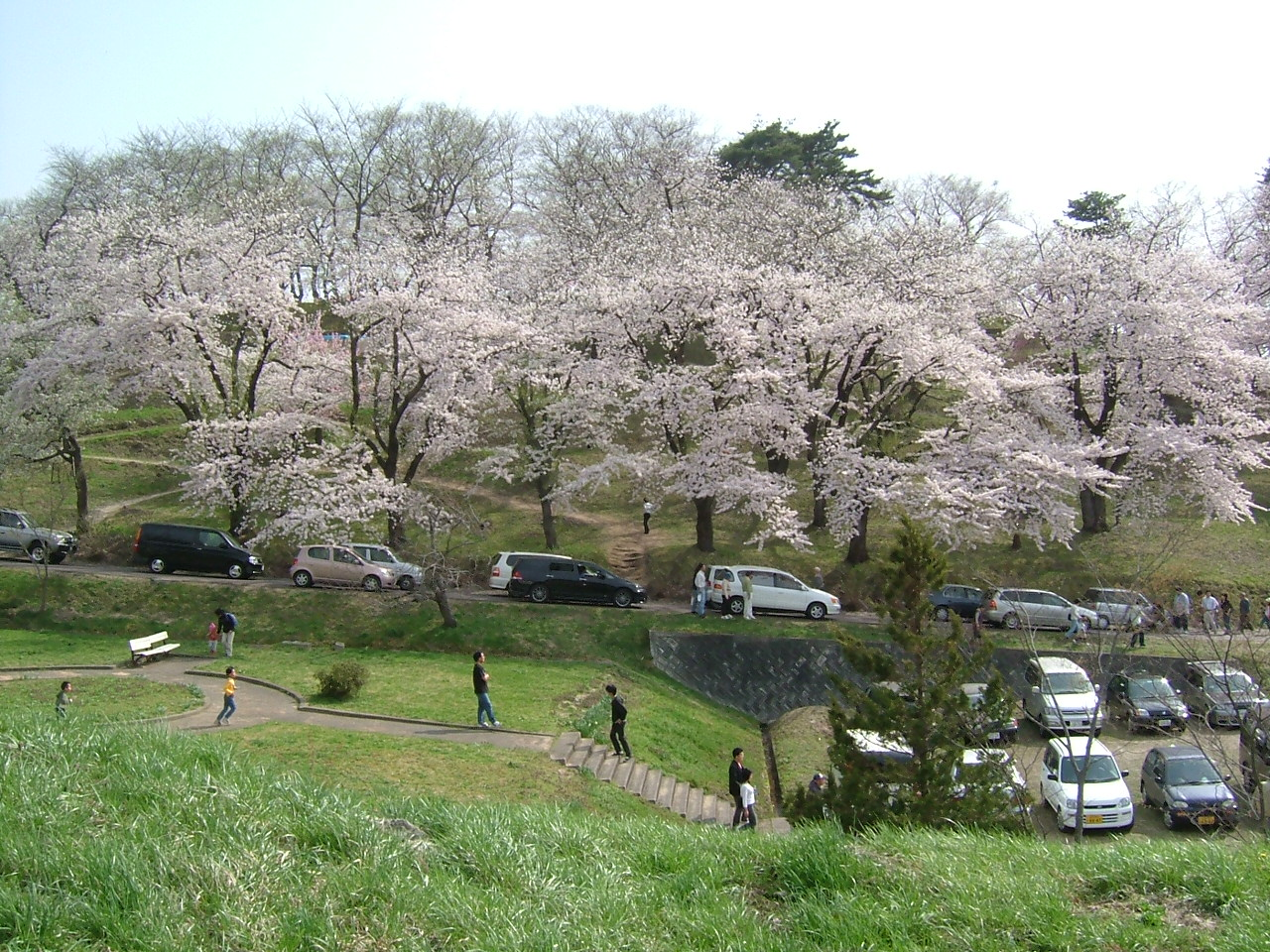
烏帽子山公園の桜

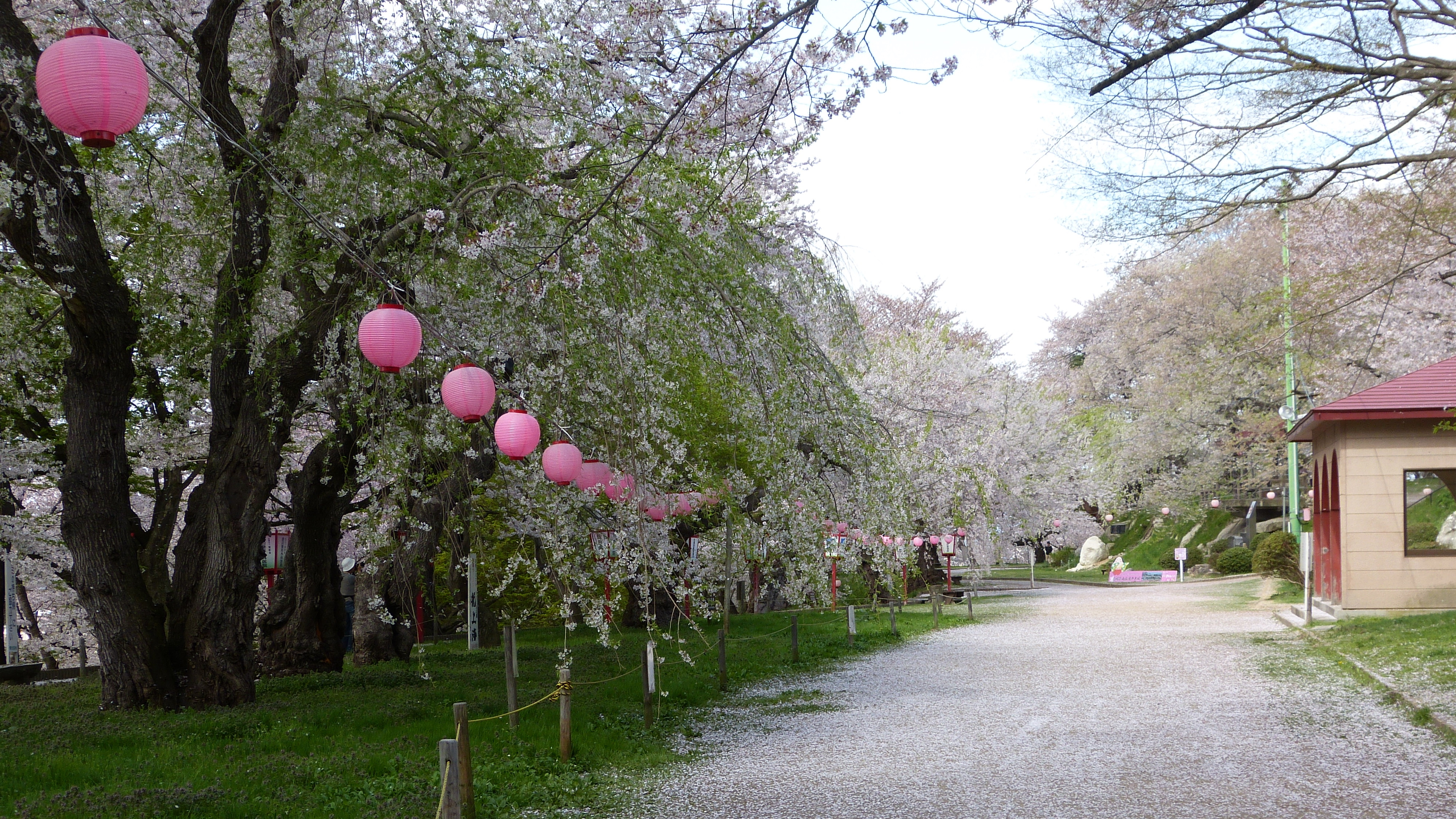
烏帽子山千本桜

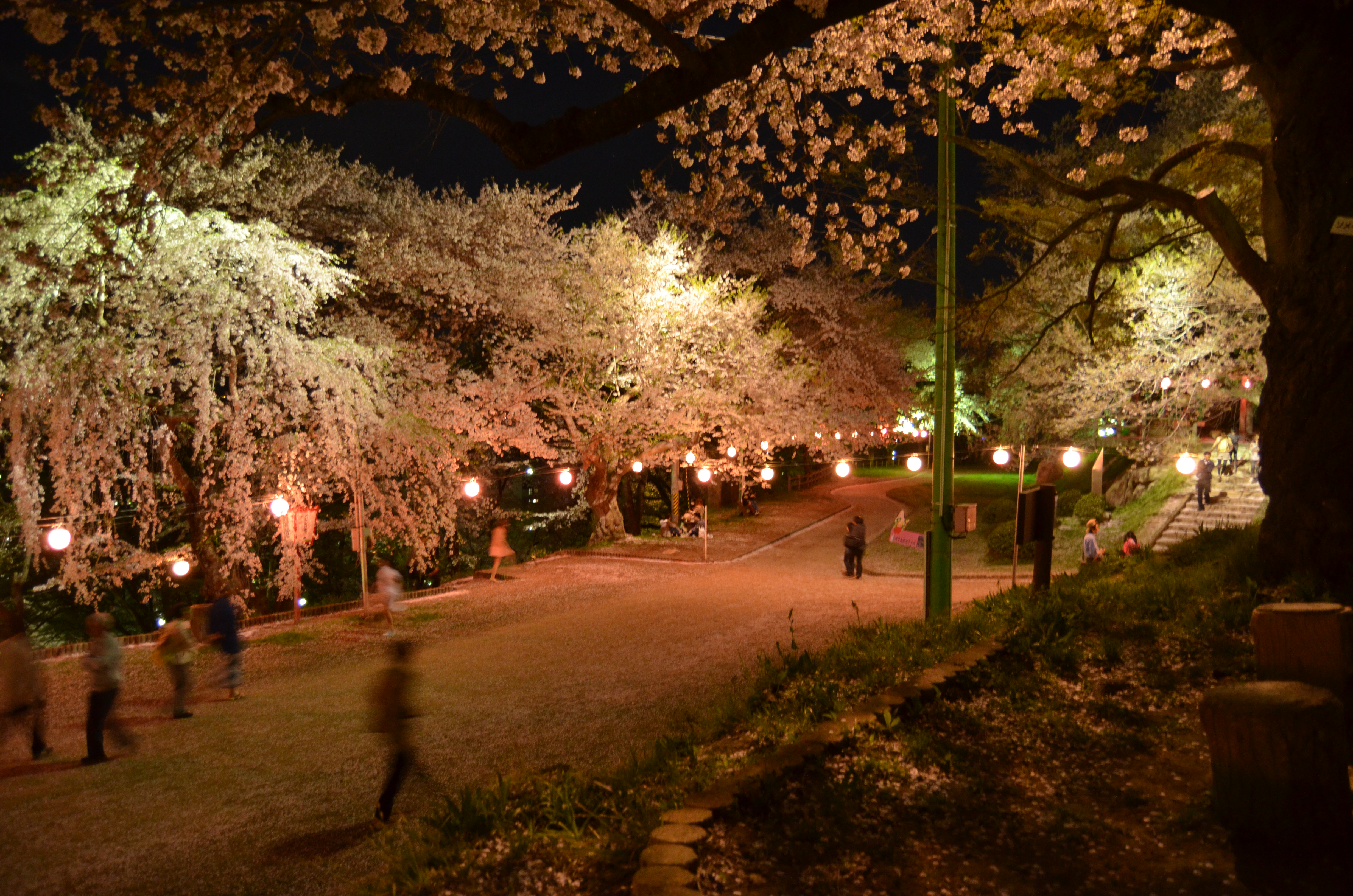
夜桜

烏帽子山公園（えぼしやまこうえん）は、山形県南陽市にある公園である。置賜さくら回廊の南の起点とされ、1990年3月には日本さくら名所100選へ選定されている。

## 見所
- 烏帽子山千本桜
- 烏帽子山八幡宮
  - 石造大鳥居
- 康寿橋
- 烏帽子石

## イベント
- 赤湯温泉桜まつり (4月中旬～5月上旬)

など

## 周辺
- 赤湯温泉

## 所在地
山形県南陽市赤湯880

## アクセス
JR奥羽本線・赤湯駅から
- 車約5分
- 徒歩約20分

## 駐車場
無料(150台)